# Великоснітинська сільська рада
| Великоснітинська сільська рада — колишній орган місцевого самоврядування у Фастівському районі Київської області з адміністративним центром у с. Велика Снітинка. Сільській раді були підпорядковані населені пункти: - с. Велика Снітинка |

## Склад ради
Рада складалася з 17 депутатів та голови.

### Керівний склад ради
| ПІБ                        | Основні відомості                                                                | Дата обрання | Дата звільнення |
| -------------------------- | -------------------------------------------------------------------------------- | ------------ | --------------- |
| Зарубич Олександр Іванович | Сільський голова, 1961 року народження, освіта, член Української Народної Партії | 26.03.2006   | 31.10.2010      |
| Пипко Наталія Дмитрівна    | Сільський голова, 1958 року народження, освіта середня спеціальна                | 31.10.2010   |                 |

Примітка: таблиця складена за даними джерела